# Grote schildstaartslang
De grote schildstaartslang (Rhinophis saffragamus) is een slang uit de familie schildstaartslangen (Uropeltidae).

## Naam en indeling
De wetenschappelijke naam van de soort werd voor het eerst voorgesteld door Edward Frederick Kelaart in 1853. Het was lange tijd de enige soort uit het monotypische geslacht Pseudotyphlops, dat niet langer wordt erkend. De slang behoorde lange tijd tot het geslacht Uropeltis, waardoor de verouderde wetenschappelijke naam in de literatuur wordt gebruikt. De naam Uropeltis philippinus werd gebruikt door Georges Cuvier in 1829 maar deze naam wordt als een nomen nudum beschouwd. Tot 2016 had de soort als wetenschappelijke naam Pseudotyphlops philippinus, zowel de soortaanduiding als de geslachtsnaam zijn vervangen.

## Uiterlijke kenmerken
Deze slang heeft een overwegend bruine huid met gladde, geel gerande schubben. De staart eindigt met een enkel schild, dat bedekt is met kleine stekels, vooral langs de rand. Waarschijnlijk sluit het dier er de toegang tot zijn gangen mee af, zodat hij veilig is voor predatoren. Het lichaam is rolrond met een spitse kop. De lichaamsbouw is kenmerkend voor ondergronds levende slangen. De lichaamslengte bedraagt veertig tot vijftig centimeter.

## Levenswijze
Deze soort komt zelden bovengronds. Zijn voedsel bestaat voornamelijk uit regenwormen. Het dier is levendbarend.

## Verspreiding en leefgebied
De soort komt voor in delen van Azië en leeft endemisch in Sri Lanka. De grote schildstaartslang is alleen aangetroffen in gebieden lager dan 1000 meter boven zeeniveau.